# Gambo (rivier)
De Gambo (Engels: Gambo River of Gambo Brook) is een 4,3 km lange rivier op het Canadese eiland Newfoundland. De rivier ontstaat door de uitstroom van water uit Gambo Pond en mondt op het grondgebied van de gemeente Gambo uit in Freshwater Bay. Dat is een zij-arm van Bonavista Bay, een grote baai aan de Atlantische oostkust van Newfoundland.
De rivier is ondiep en bijna over de gehele loop ervan, behalve vlak voor de monding, liggen naast kleine eilandjes ook duizenden rotsen en stenen boven het waterpeil. De Gambo is voor het grootste deel bevaarbaar per kano en telt ook meerdere diepere poelen, die geliefd zijn bij zeeforel- en zalmvissers.
Ongeveer 450 meter voorbij Gambo Pond is de Gambo op z'n smalst (65 meter). Op dat punt is een brug gebouwd waarover de Trans-Canada Highway loopt. Dicht bij de monding is de Gambo meer dan 500 meter breed. Op dat punt is langs weerszijden een dijk gebouwd met een 75 meter lange brug die beide dijken verbindt (zie foto). Deze brug was in gebruik door de Newfoundland Railway van 1898 tot de afschaffing van treinverkeer op het eiland in 1988.
Langs de Trans-Canada Highway bevindt zich Joey's Lookout, een gekend panoramapunt van waar men weidse uitzichten heeft op de rivier en de omgeving.

## Galerij

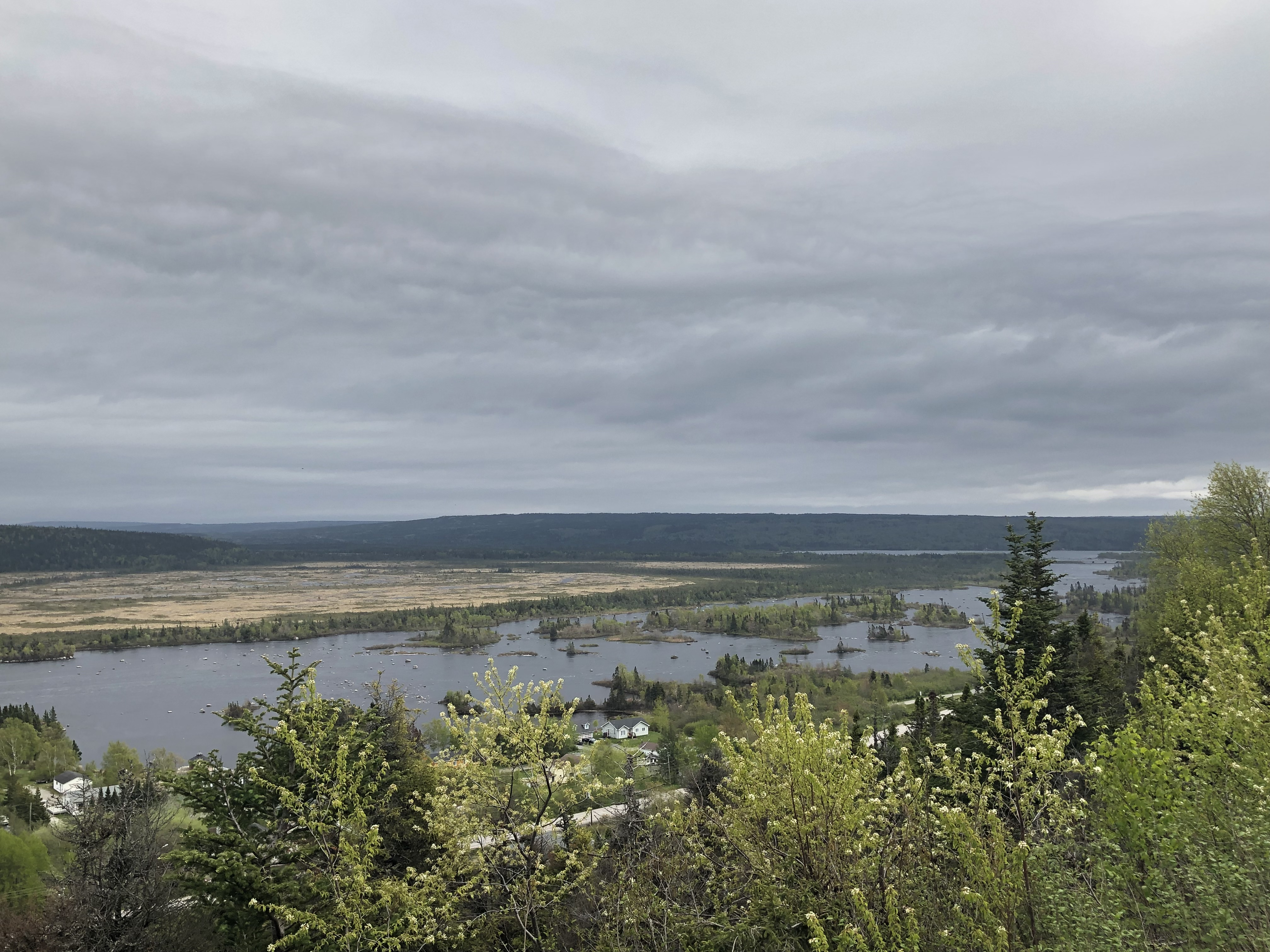
De Gambo gezien vanaf Joey's Lookout
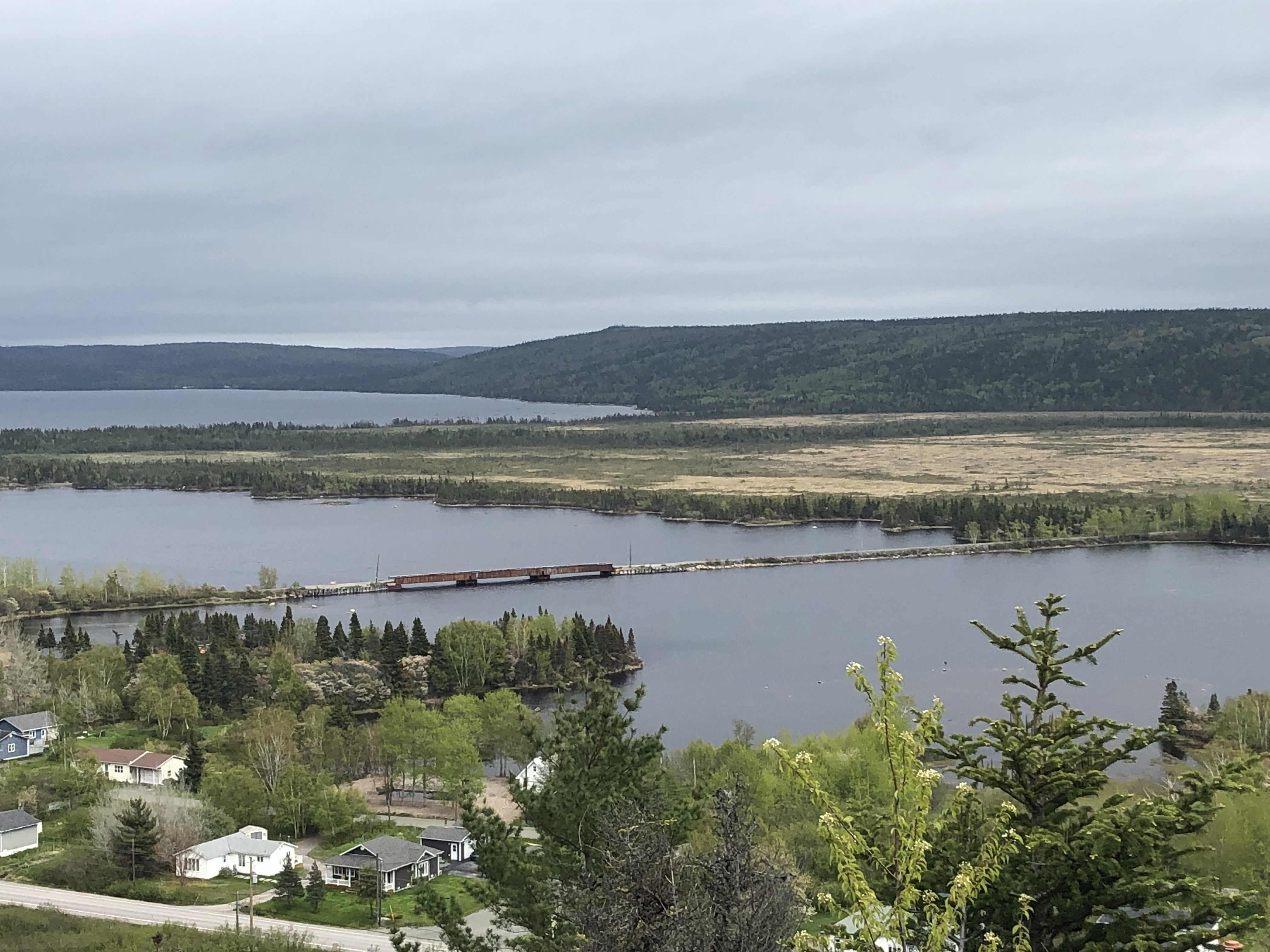
De oude spoorwegbrug over de rivier